# Mantingan (Salam)
Mantingan is een bestuurslaag in het regentschap Magelang van de provincie Midden-Java, Indonesië. Mantingan telt 1995 inwoners (volkstelling 2010).